# Ford B-Max
B-Max je mali jednovolumen sagrađen na Fiesti. Prvi put je prikazan 2011. u Ženevi kao koncept. Proizvodnja će početi 2012. godine u Rumunjskoj.

## Prva generacija
Dizajn B-Maxa je nastavak Fordovog kinetičkog dizajna no automobil nema okvir između vrata što mu daje panoramski pogled iznuta. Također, B-Max ima klizna stražnja vrata. Ford obećava 5 zvjezdica na Euro NCAP testu. Automobil će imati 1.0 litreni Ecoboost motor uparen s Powershift mjenjačem s dva kvačila i 6 brzina. Emisija CO2 će biti ispod 100 g/km. Proizvodit će se u Rumunjskoj u Automobile Craiova tvornici gdje će zamijeniti proizvodnju Ford Transit Connect modela.